# فرودگاه شهری وتامپکا
فرودگاه شهری وتامپکا (به انگلیسی: Wetumpka Municipal Airport)  یک فرودگاه همگانی باربری  است که یک باند فرود آسفالت دارد و طول باند آن ۹۱۸ متر است. این فرودگاه در  کشور ایالات متحده آمریکا قرار دارد و در ارتفاع ۶۰ متری از سطح دریا واقع شده است.